# Rhynchostegium fragilicuspis
Rhynchostegium fragilicuspis là một loài rêu trong họ Brachytheciaceae. Loài này được Dixon mô tả khoa học đầu tiên năm 1929.